# Sanđoveze
Sanđoveze (sangiovese) je sorta crnog grožđa, čiji naziv se povezuje, između ostalog, sa „sanguis Iovis”(Jupiterova krv). Sanđioveze zauzima prvo mesto u proizvodnji italijanskih vina, učestvujući sa 10% u ukupnoj proizvodnji. Danas postoji 14 klonova ove sorte, od kojih je brunello jedan od najcenjenijih, a trenutno postoji inicijativa da se ovi klonovi klasifikuju i svrstaju u dve familije - jedna je sangiovese grosso, a druga je sangiovese piccolo.
Sangiovese grosso je osnovna sorta regija Montalcino i Montepulciano, a sada se sve više sadi i u ostalim delovima Toskane. U odnosu na piccolo, grosso ima veće i rastresitije grozdove i deblju pokožicu, sazreva nešto pre piccola, odnosno krajem septembra ili početkom oktobra. S druge strane, piccolo ima manje bobice, ponekad ga zovu forte (jak, snažan) i zastupljen je u oblasti Chianti. Sanđioveze se koristi u proizvodnji vina različitog kvaliteta, od onog najnižeg po italijanskoj klasifikaciji : vino di tavoia, do najkvalitetnijih claska superiore. Tako veliki broj klonova, različiti načini gajenja grožđa i različiti mikroklimati uslovljavaju postojanje mnogobrojnih tipova vina proizvedenih od ove sorte. Osim sortnih vina, sanđioveze se u toskanskim kupažama neretko oplemenjuje drugim sortama, a u te svrhe upotrebljavaju se cabernet sauvignon, merlot i syrah. Na ovaj način vina postaju robusnija, koncentrovana i kompleksnija. 

## Poreklo
Sanđioveze po svemu sudeći potiče iz Toskane, gde se pominje još u XVI veku, a naziv potiče od latinskog Sanguis Jovis, što znači krv Jova, odnosno krv boga Jupitera. Danas je sorta rasprostranjena i po drugim regionima centralne Italije.

## Tip vina
Raznovrsnost stilova vina proizvedenih od sanđiovezea čini ovu sortu neverovatno uzbudljivom. Vina mogu biti jednostavna, lagana i sveža, kada je vinifikacija jednostavna, ali i veoma bogata i kompleksna kada dolaze sa najboljih terena od najboljih proizvođača. U supertoskanskim kupažama izraženiji je internacionalni stil vina, za razliku od sortnih sanđiovezea. Takođe, ova sorta koristi se i u proizvodnji suvih roze vina.

### Boja i opis
Sanđioveze ima relativno tanku pokožicu i ne mora da bude jako obojen, pa kod ove sorte ne treba uvek očekivati intenzivnu i tamnu rubin crvenu boju. Međutim, vina poput brunella su velika, snažna i veoma dobro obojena tamnom granitnom bojom, koja tokom sazrevanja često dobija i ton lukovine, koji se primećuje na rubu čaše.
Sortna vina su voćna, sa umerenim do visokim kiselinama, srednje punog do punog tela. Međutim, naići ćete i na robusnija i ekstraktivnija vina, nekada i sa dozom gorčine. U zavisnosti od geoklimatskih uslova u kojima je sazrevalo grožđe, aromatski kompleks vina mogu činiti karakteristične note višnje, jagode, borovnice, šljive, floralni tonovi ijubičice, pa i zemljani tonovi.

## Sazrevanje vina
Za odležavanje sanđiovezea u Toskani koriste burad i bačve od slavonskog i francuskog hrasta različitih dimenzija, a odležavanjem vina dobijaju na kompleksnosti aroma, mekoći tanina, punoći i balansu. U sazrelim vinima, pored sortnih prisutne su i arome vanile, cimeta, karanfilića, kafe, slatkaste arome hrasta, dima.
U supertoskanskim kupažama procenti drugih sorti su znatno veći, pa su takva vina jače strukture i bolje podnose hrastovinu, što omogućava duže odležavanje. Najcenjenija vina Toskane mogu da budu na vrhuncu svoje zrelosti posle deset godina odležavanja u flaši, a neki primerci čak i posle nekoliko decenija.

## Slaganje sa hranom
Sanđioveze ispoljava najbolje karakteristike tek u kombinaciji sa hranom, dok sam ponekad može da stvori utisak vina koje je u blagom disbalansu. Italijani ga često spajaju sa pastama, picama na bazi paradajza, što i ne mora da bude najbolje slaganje ukusa, zbog izraženih kiselina paradajza i vina. Lakše varijante sanđovezea dobro se slažu sa grilovanom ribom, jače strukture, mesom peradi ili teletinom, pripremljenim sa malo maslinovog ulja, belim lukom i malo mediteranskih začina. Puniji sanđioveze dobro se slaže uz biftek, paprikaš, ćufte, zatim uz meso divlje svinje, začinjena jela i uz tvrđe, starije sireve poput parmezana.

## Spoljašnje veze
- Sangiovese Архивирано на веб-сајту  (14. фебруар 2017)
- Sorte grožđa